# Pontevedra
Pontevedra ist eine Stadt im Nordwesten Spaniens. Sie gehört der gleichnamigen Provinz Pontevedra an, die sich innerhalb der autonomen Region Galicien befindet. Zudem liegt die Stadt an der Ría de Pontevedra und am Atlantischen Ozean.
Pontevedra hat 83.077 Einwohner (Stand: 2024) und ist Provinzhauptstadt. Seewärts, südwestlich vorgelagert ist die Morrazo-Halbinsel.

## Geographische Beschreibung
Pontevedra gliedert sich in 18 Parroquias. Die Stadt liegt tief in einer Ria, der Ría de Pontevedra, an der Mündung des Flusses Lérez. Die ihr vorgelagerten Sandbänke schützen die Stadt vor den Unbilden des Meeres.
Pontevedra liegt im Zentrum der Rías Baixas. Nur wenige Kilometer entfernt finden sich der See Castiñeiras, der Aussichtspunkt Couto Redondo, die Strände der Halbinseln Morrazo und Sanxenxo, das Fischerdorf Combarro, die Illas Cíes und die Insel A Toxa.

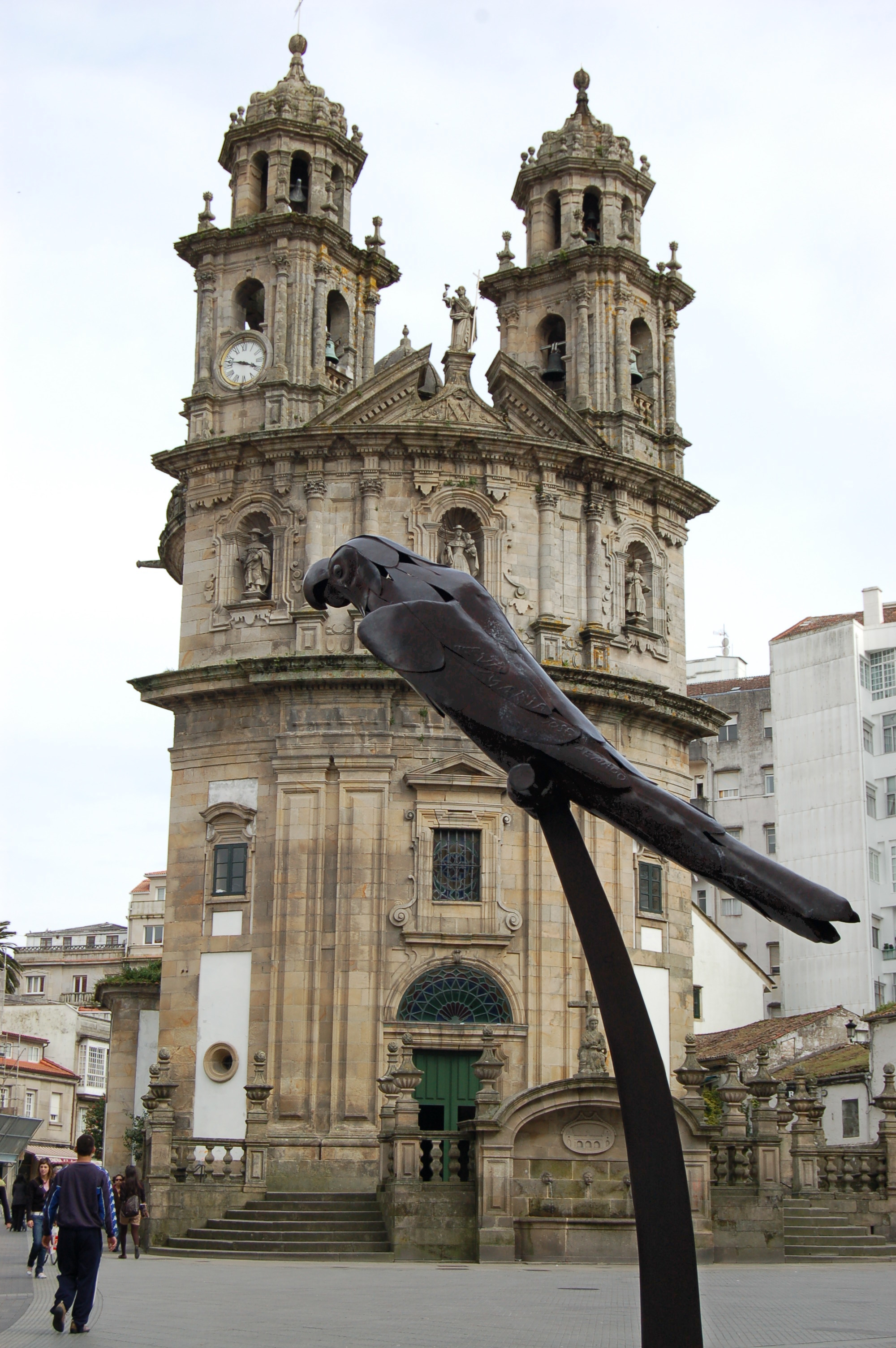
Ravachol und La Peregrina

In dem Bezirk gibt es vier Gebirgszonen. Sie sind durch zwei geographische Falten gebildet, die zur Hauptstadt hin zusammenlaufen. Die erste ist eine Senke, die sich von Carballo bis Tui erstreckt und die Verkehrsachse Westgaliciens bildet. Die zweite Senke bildet das Flussbett für den Lérez.
Dieser Gemeindebezirk dehnt sich am tiefsten, im Landesinneren gelegenen Punkt der Ría de Pontevedra aus, deren Namen er auch trägt. Er nimmt die Flusstäler des Lérez und des Tomeza ein und grenzt im Süden, in Ponte Sampaio, an die Mündung des Flusses Verdugo.
Der wasserreiche Fluss Lérez ist der wichtigste Fluss der Region. Die Gezeiten des Meeres wirken sich auch auf seine Mündung aus, was der Grund für die Anlegung des Hafens war, um den sich später die Stadt entwickelte.
Während des gesamten Jahres regnet es bei angenehmen Temperaturen nur mäßig.

## Geschichte
Der Legende nach wurde Pontevedra von Teukros, einem griechischen Helden des Trojanischen Krieges, um 1200 v. Chr. gegründet. Geschichtlich belegt ist dagegen die Präsenz der Römer, so dass davon auszugehen ist, dass die Stadt aus einer römischen Siedlung hervorgegangen ist. Die Römer nannten die Siedlung Ad Duos Pontes (Zu den zwei Brücken) und später Pontis Veteris (Alte Brücke), woraus sich Pontevedra entwickelte.
Ein Beweis dafür, dass Pontevedra schon seit dem frühen Paläolithikum besiedelt ist, sind die auf den Terrassen der Flussufer gefundenen Äxte. Es gab auch eine Kultur der Castros (befestigte Anlagen), wie beispielsweise die an den Ausgrabungsstätten Mouronte und Salcedo gefundenen Reste zeigen. Dort fand man auch bronzene Angelhaken und Steine, die zum Fischfang benutzt wurden.
Das tief mit der Stadt verwurzelte Wahrzeichen Pontevedras ist die dem griechischen Baumeister Teukros zugeschriebene römische Brücke. Dieser soll nach dem Trojanischen Krieg nach Westen gereist sein, um die Kleinstadt zu gründen. Es waren jedoch die Römer, die die Vorgängerin der heutigen Brücke Burgo über den Lérez bauten und die römische Vila Turoqua an der Römerstraße XIX gründeten.
Im 12. Jahrhundert, unter der Herrschaft Fernando II., wird die Stadt in einem Dokument des Klosters Poio das erste Mal unter ihrem heutigen Namen – Pontem Vetris – erwähnt. Dieser Name weist auf die alte römische Brücke hin. Im Laufe der Zeit wurden weitere Brücken über den Lérez gebaut. Die Schaffung dieser Verkehrsverbindungen gehörte zu den Voraussetzungen für das Wachstum und die flächenmäßige Ausdehnung der Stadt.
Während des 14. Jahrhunderts stärkten neue Privilegien die Vorstadt Pontevedras. Diese betrafen vor allem die Hafentätigkeiten sowie die Fischerei. Die Sardinenfischerei bildet das wichtigste wirtschaftliche Standbein: ihr Fang, der Verkauf des frischen Fisches ins Binnenland, das Pökeln, das Räuchern und der Export über den Seeweg. Dadurch wurde Pontevedra zum wichtigsten Hafen Galiciens.
Die höchste wirtschaftliche und soziale Blüte erlebte Pontevedra während des 16. Jahrhunderts, vor allem durch seine für die Atlantikrouten strategisch günstige Lage und durch den sozialen Frieden. Im krassen Gegensatz dazu steht die Krise der Stadt während des 17., 18. und 19. Jahrhunderts. In dieser Zeit verlor der Hafen an Bedeutung, klimatisch bedingte Katastrophen suchten Galicien während dieser Epoche heim, und das Bürgertum investierte sein Kapital lieber in sicherere Anlagen.
Nach zwei Jahrhunderten der Dekadenz und Krise erlebt Pontevedra seit Mitte des 19. Jahrhunderts eine neue Etappe des wirtschaftlichen und demographischen Aufschwungs.
Im März 1986 gab es einen Streik beim Unternehmen Telanosa, das die Entlassung von mehr als der Hälfte seiner rund 1100 Mitarbeiter bekanntgegeben hatte. Dabei kam es Zusammenstößen mit den Sicherheitskräften. 1999 verbannte Pontevedra Kraftfahrzeuge aus seinem historischen Zentrum und schuf so eine 300.000 m² (0,3 km²) große Fußgängerzone. Die autofreie Innenstadt verwandelte Pontevedra in eine barrierefreie Stadt, deren Lebensqualität ausgezeichnet wurde mit dem „Intermodes“-Preis 2013, dem „Habitat“-Preis 2014 und dem „Excellence Prize“ des Center for Active Design in New York City 2015.

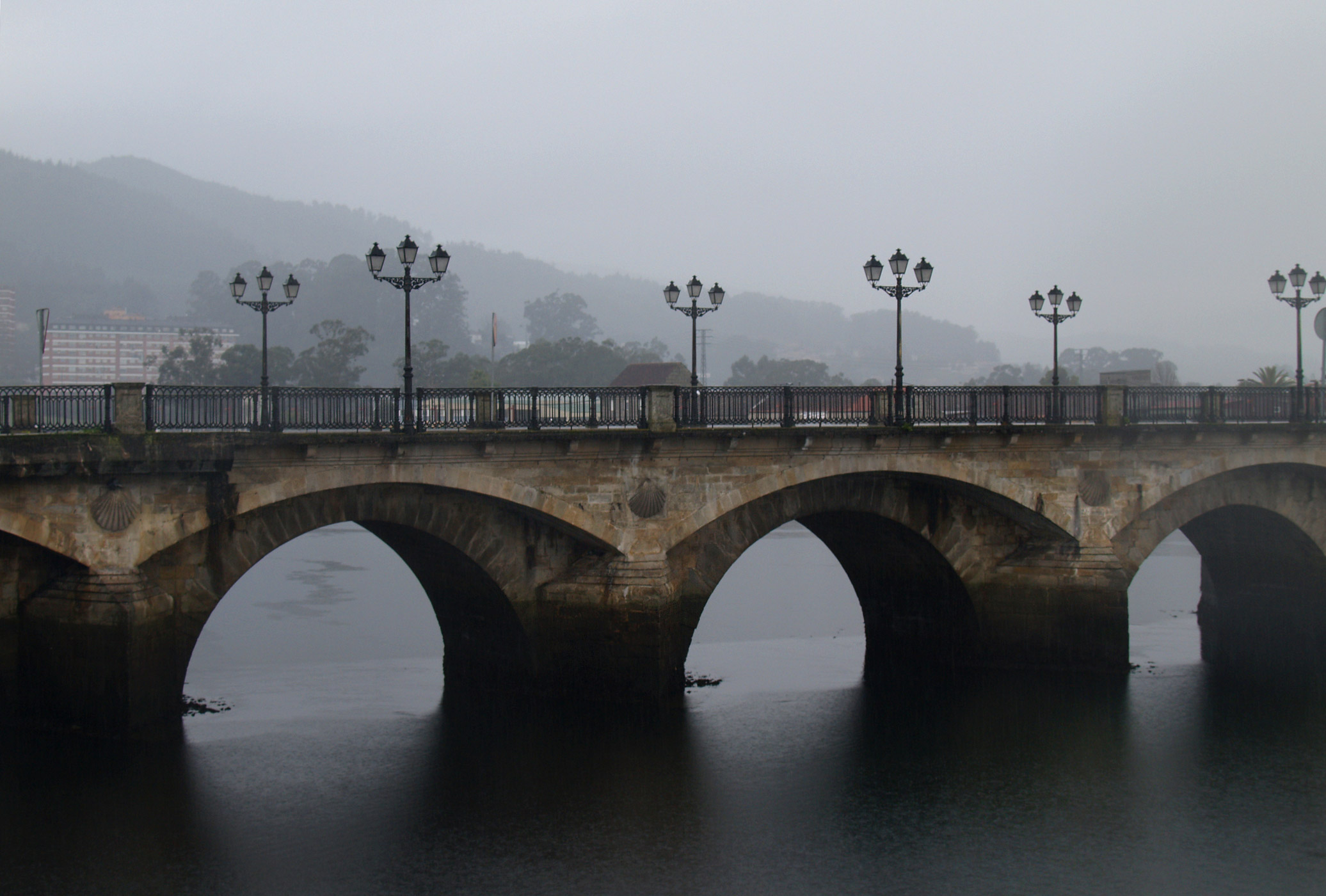
El puente del Burgo Alte Brücke
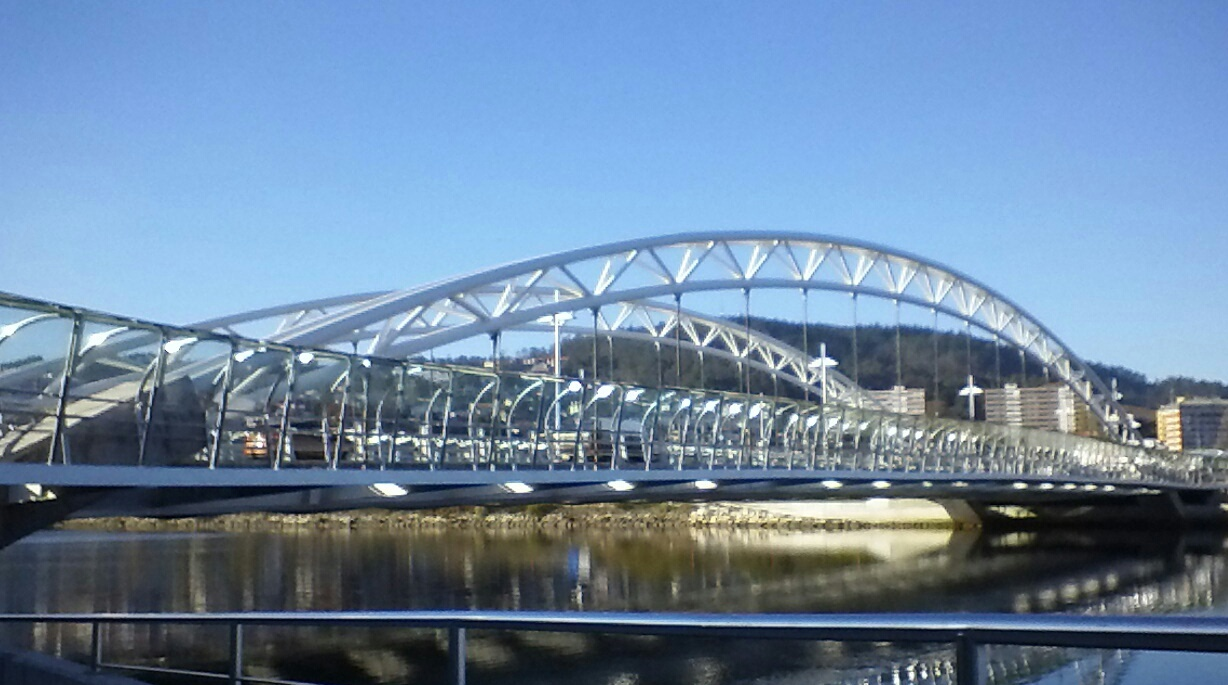
Corrientes-Brücke
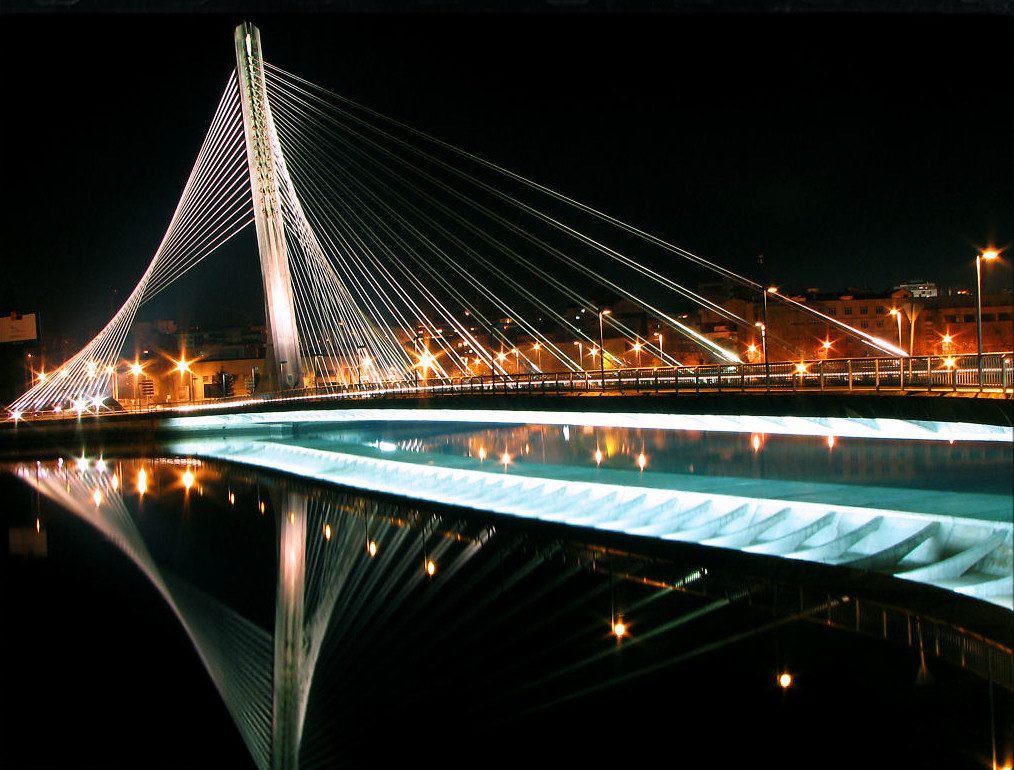
Tirantes-Brücke

## Bevölkerungsentwicklung der Gemeinde
Legende: Pontevedra___Pontevedra + Geve___Ponteareas + Geve + Puente Sampayo

## Gemeindegliederung
Die Gemeinde Pontevedra ist in 17 Parroquias gegliedert:
| Parroquias          | Patrozinium     | Einwohner 2024 | Fläche km² | Dichte Einw./km² | Höhe msnm | Ortskennzahl |
| ------------------- | --------------- | -------------- | ---------- | ---------------- | --------- | ------------ |
| Alba                | Santa María     | 691            | 3,34       | 207              | 19        | 36038010000  |
| Bora                | Santa Mariña    | 729            | 8,03       | 91               | 100       | 36038030000  |
| Campañó             | San Pedro       | 1.781          | 10,57      | 168              | 110       | 36038040000  |
| A Canicouva         | Santo Estevo    | 240            | 6,08       | 39               | 207       | 36038050000  |
| Cerponzóns          | San Vicente     | 697            | 6,07       | 115              | 107       | 36038060000  |
| Lérez               | San Salvador    | 1.639          | 6,08       | 270              | 37        | 36038090000  |
| Lourizán            | Santo André     | 2.913          | 5,61       | 519              | 0         | 36038100000  |
| Marcón              | San Miguel      | 1.946          | 9,66       | 201              | 92        | 36038110000  |
| Mourente            | Santa María     | 1.963          | 8,08       | 243              | 155       | 36038120000  |
| Ponte Sampaio       | Santa María     | 1.002          | 9,73       | 103              | 54        | 36038140000  |
| Pontevedra          |                 | 63.149         | 2,07       | 30.507           | 20        | 36038000100  |
| Salcedo             | San Martiño     | 2.181          | 9,84       | 222              | 63        | 36038150000  |
| Santa María de Xeve | Santa María     | 783            | 7,26       | 108              | 120       | 36038080000  |
| Tomeza              | San Pedro       | 941            | 4,03       | 233              | 49        | 36038170000  |
| Verducido           | San Martiño     | 863            | 10,12      | 85               | 129       | 36038020000  |
| A Virxe do Camiño   | Virxe do Camiño | 0              | 1,35       | 0                | 28        | 36038180000  |
| Xeve                | Santo André     | 1.017          | 10,79      | 94               | 125       | 36038070000  |

## Wirtschaft
| Ackerbau, Viehzucht und Fischerei                                                  | 0541   | 01,70  |
| Industrie                                                                          | 02.978 | 09,35  |
| Bauwirtschaft                                                                      | 02.210 | 06,94  |
| Dienstleistungsbetriebe                                                            | 26.108 | 082,01 |
| Total                                                                              | 31.837 | 100,00 |
| * Daten aus dem Statistischen Amt für Wirtschaftliche Entwicklung in Galicien, IGE |        |        |

## Sehenswürdigkeiten

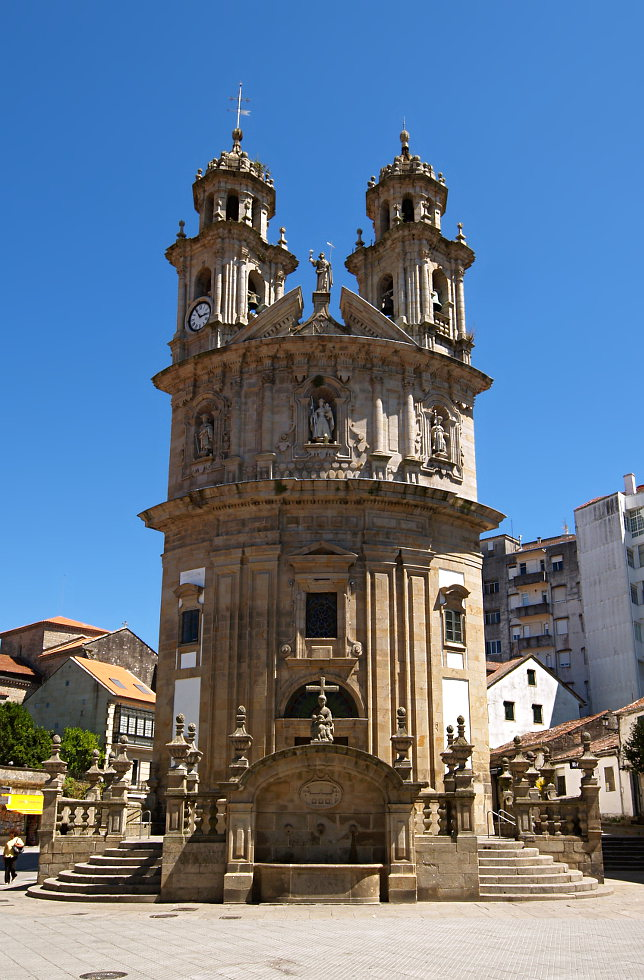
Capela Virxe Peregrina

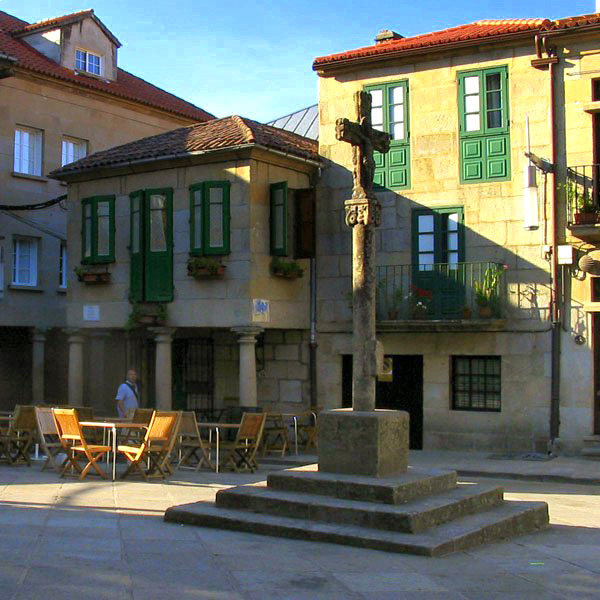
Leña Platz

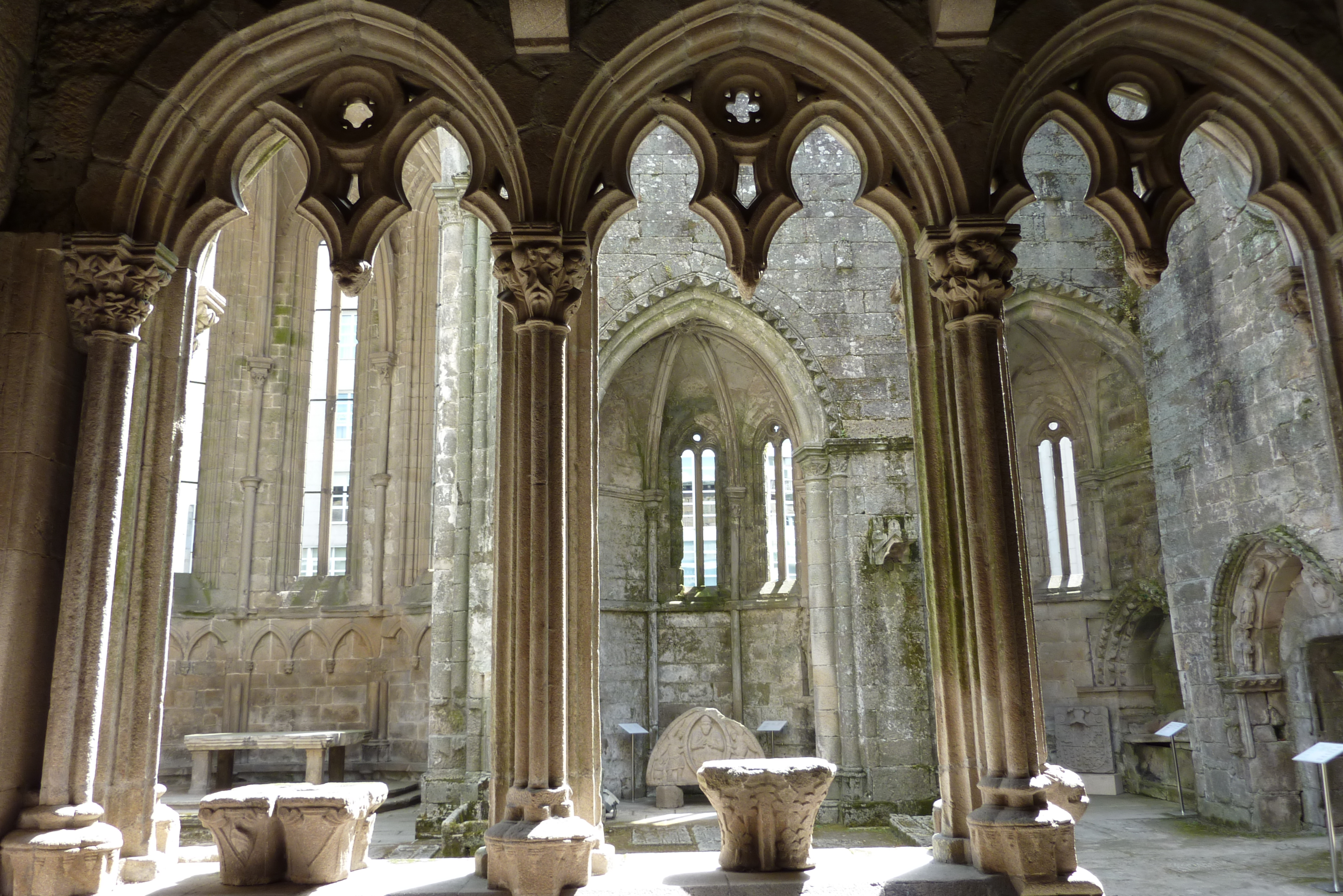
Santo Domingo

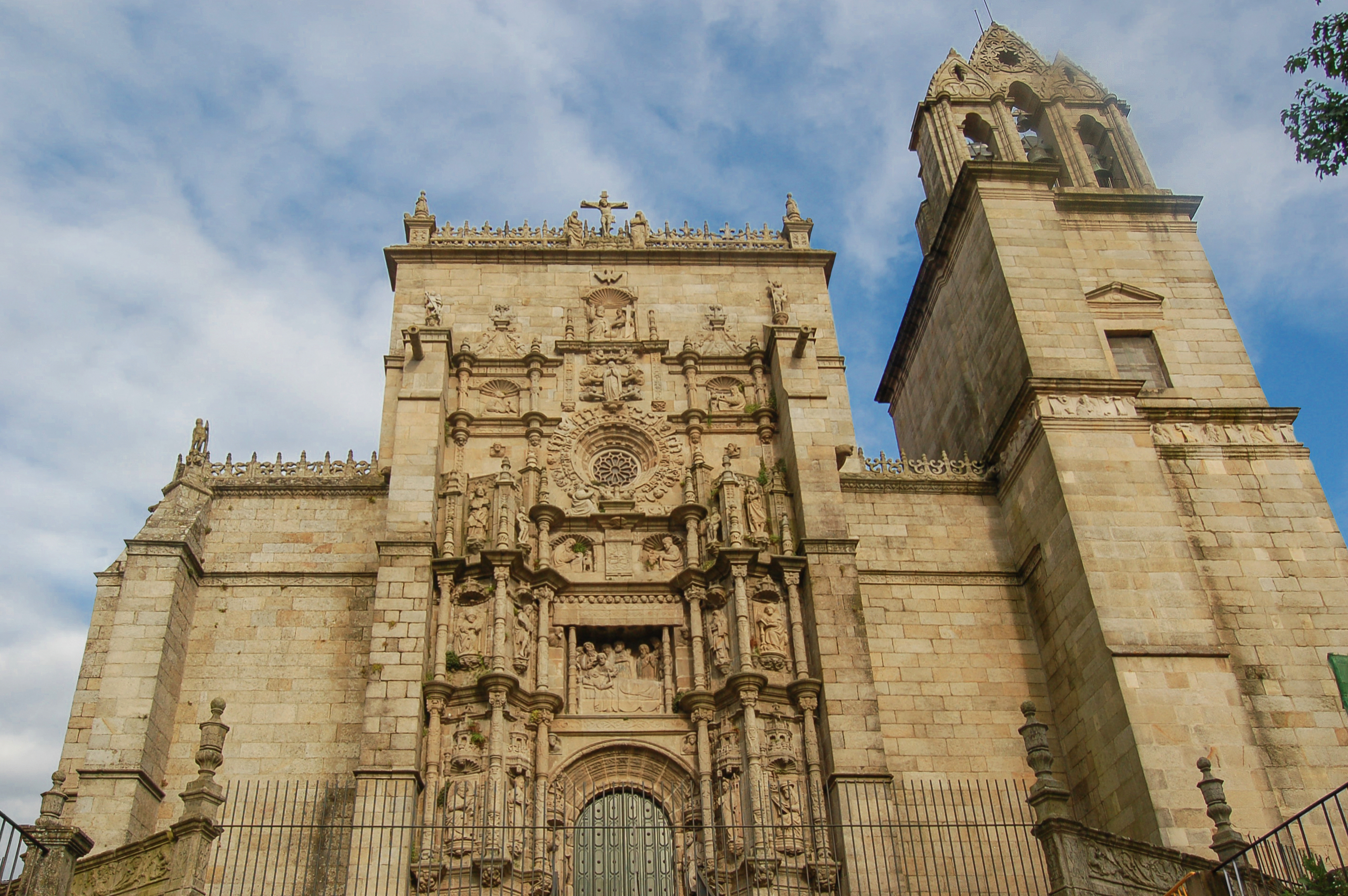
Basilika von Santa Maria

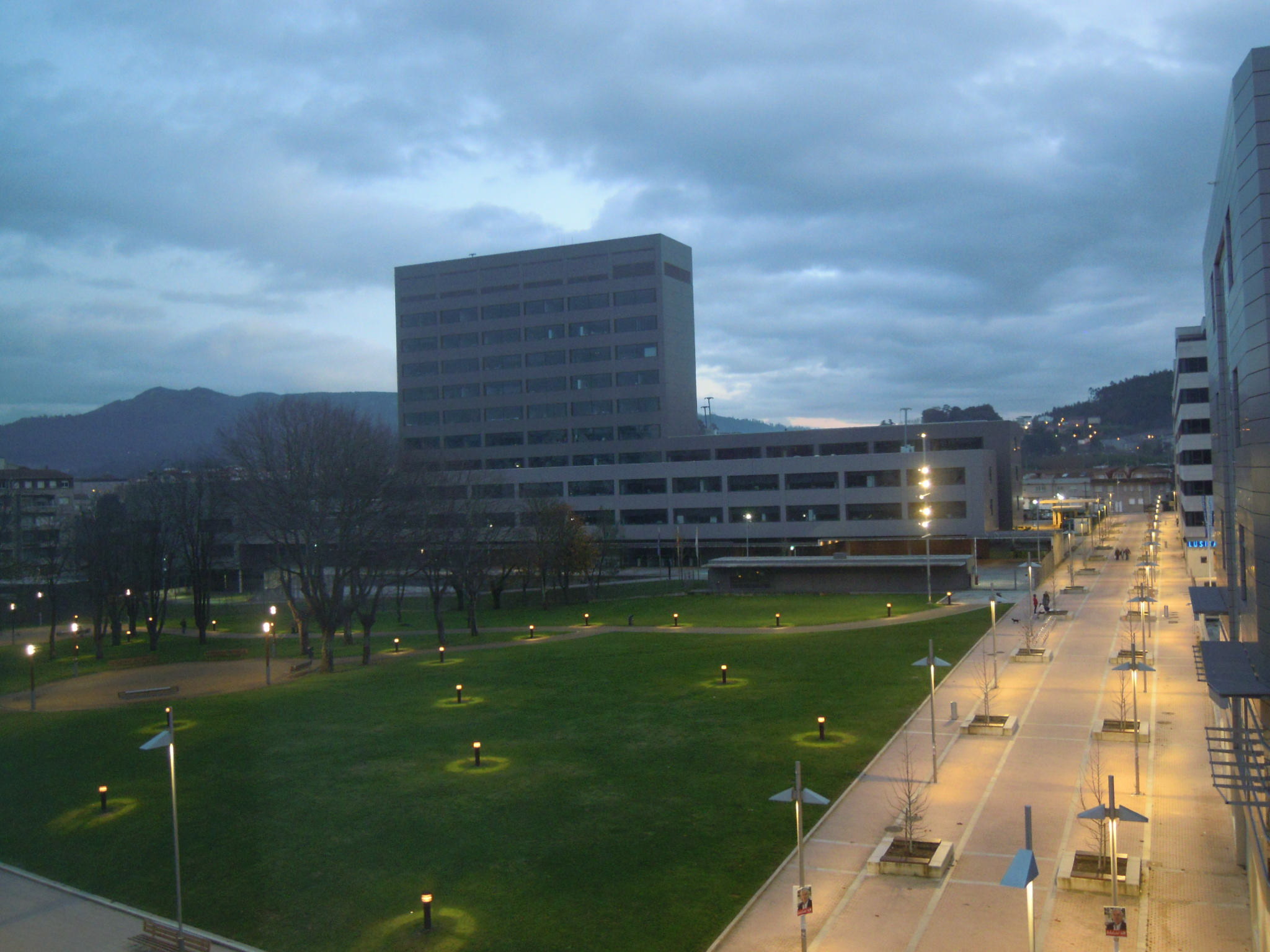
Xunta in Pontevedra

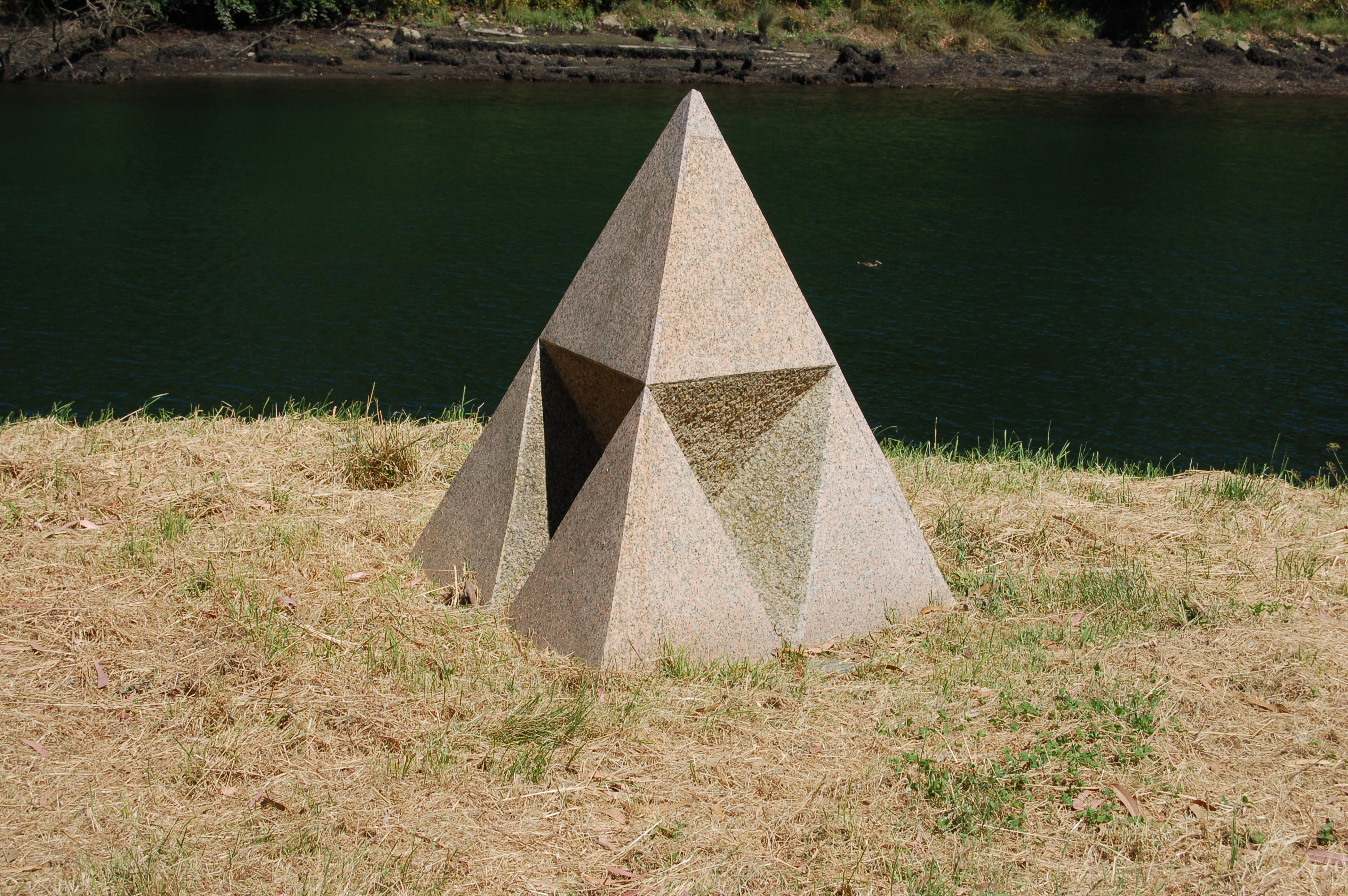
Pyramid auf der Illa das Esculturas de Pontevedra

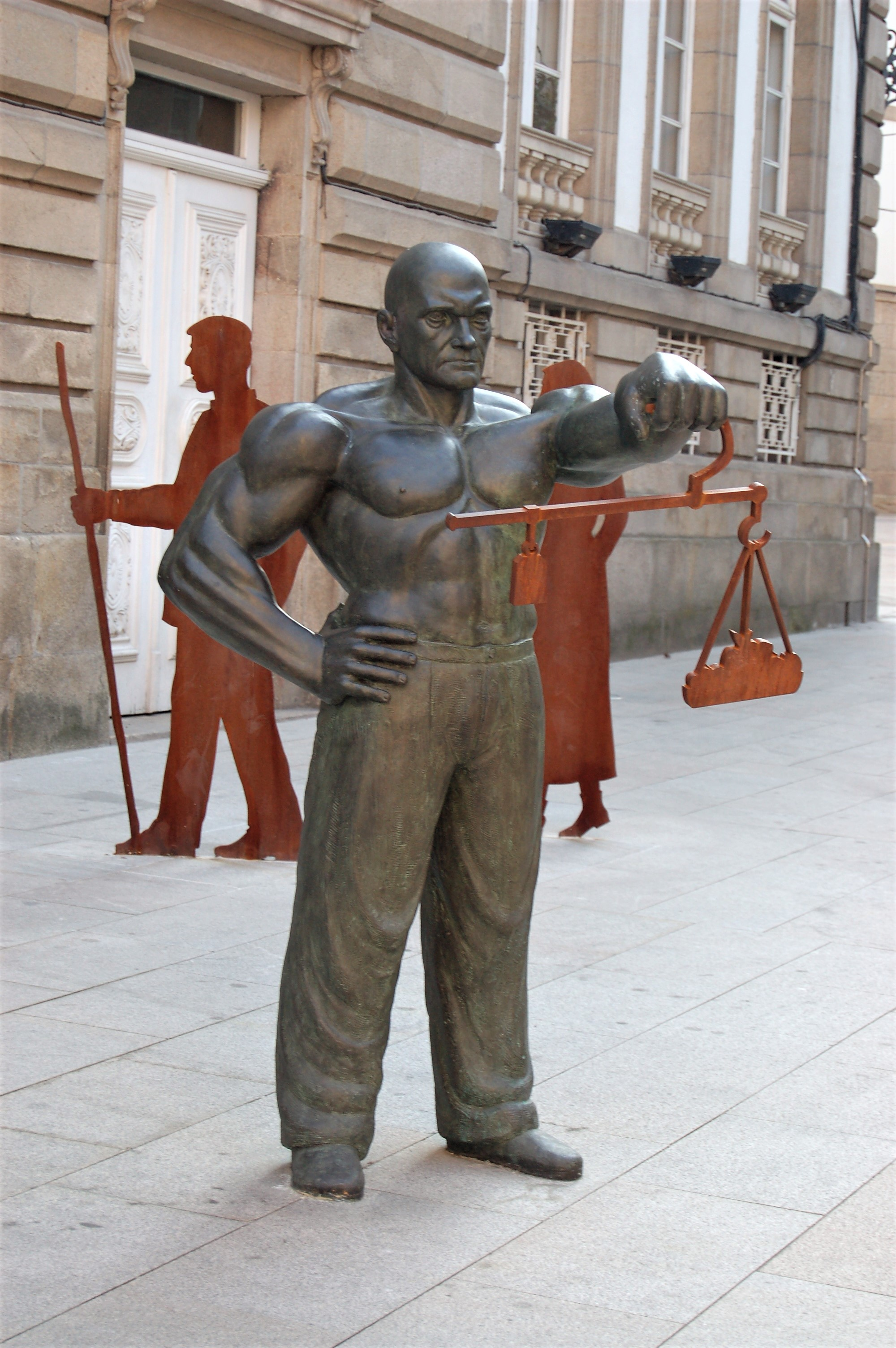
Fiel Contraste (Eichmeisterstatue vor dem Rathaus)

Das Zentrum Pontevedras bildet die von drei Plätzen umgebene Plaza Ferrería. Der Name stammt von den Eisenschmieden, die vor langer Zeit unter den Kolonnaden ihrer Arbeit nachgingen. Zusammen mit dem berühmten Brunnen Ferrería und dem Konvent San Francisco bilden sie einen für die Stadt charakteristischen Komplex. Die Basilika Santa Maria mit ihrer Plateresco-Fassade veranschaulicht die Macht der Fischereizunft und der Handelsschifffahrtsvereinigung (Gremio de Mareantes), die sich besonders in der Vorstadt Moureira konzentrierten.
Pontevedra als Hauptstadt des portugiesischen Jakobsweges war ein obligatorisches Etappenziel für Millionen Pilger, die sich an dem Brunnen Ferrería erfrischten. Die Virxe Peregrina (jungfräuliche Pilgerin) symbolisiert die enge Verbindung der Stadt mit dem Jakobuskult. Die Kirche der Schutzpatronin dieser Stadt ist eine originelle Konstruktion des ausgehenden 18. Jahrhunderts. Ihr Stil ist eine Symbiose aus Barock und Klassizismus mit portugiesischem Einfluss. Sie hat einen runden, einer Jakobsmuschel ähnelnden Grundriss.
Das fünf Gebäude umfassende Provinzmuseum beherbergt eine wertvolle Sammlung keltischer Goldschmiedearbeiten und Utensilien des Neolithikums sowie eine Gemälde- und Bernsteinsammlung.
Zu den Sakralbauten zählen die Kirche San Bartolomeo, das Kloster Santa Clara, das Kloster San Francisco und die Ruinen der Kirche San Domingos.
In den Außenbezirken der Stadt befindet sich das Benediktinerkloster Lérez, dessen Kreuzgang aus dem 16. Jahrhundert zum Teil noch erhalten ist. Seine neoklassizistische Kirche mit der barocken Fassade stammt aus dem 18. Jahrhundert.
Zu den Pazos (Adelsstammhäusern) als Zeugnissen der höfischen Architektur zählen die Casa del Barón (früher Pazo de Maceda), heute ein Parador, sowie die Pazos Gandarón und Miradores in Salcedo, der Pazo Lourizán, der Pazo Pedreira in Campañó und das Herrenhaus Santa María in Xeve.
Die Illa das Esculturas de Pontevedra ist ein Skulpturenpark.

## Freizeit-Aktivitäten
Pontevedra bietet eine Vielzahl von Möglichkeiten für den Aktivurlaub, z. B. Wanderungen auf dem Jakobsweg oder auf Wegen zwischen den Rías, ausgehend von der Brücke Sampaio bis zur Stadt. Kanufahrer, Ruderer sowie Radfahrer finden hier hervorragende Voraussetzungen, um ihrem Sport nachzugehen.

## Feste und Veranstaltungen
Pontevedra ist eine Stadt mit tief verwurzelten Traditionen. Zu seinen besonderen Festen gehören das der Maios, ein Fest zum Frühlingsanfang, und das Begräbnis des Loro Ravachol (Papagei), ein Spektakel zum Ende des Karnevals, bei dem das populäre Maskottchen geehrt wird, das seinem Herrn, Don Perfecto Feijoo, die Besuche in seiner Apotheke ankündigte. An diesem Tag und aus diesem Anlass versammeln sich dort viele Bewohner Pontevedras mit ihren Haustieren.

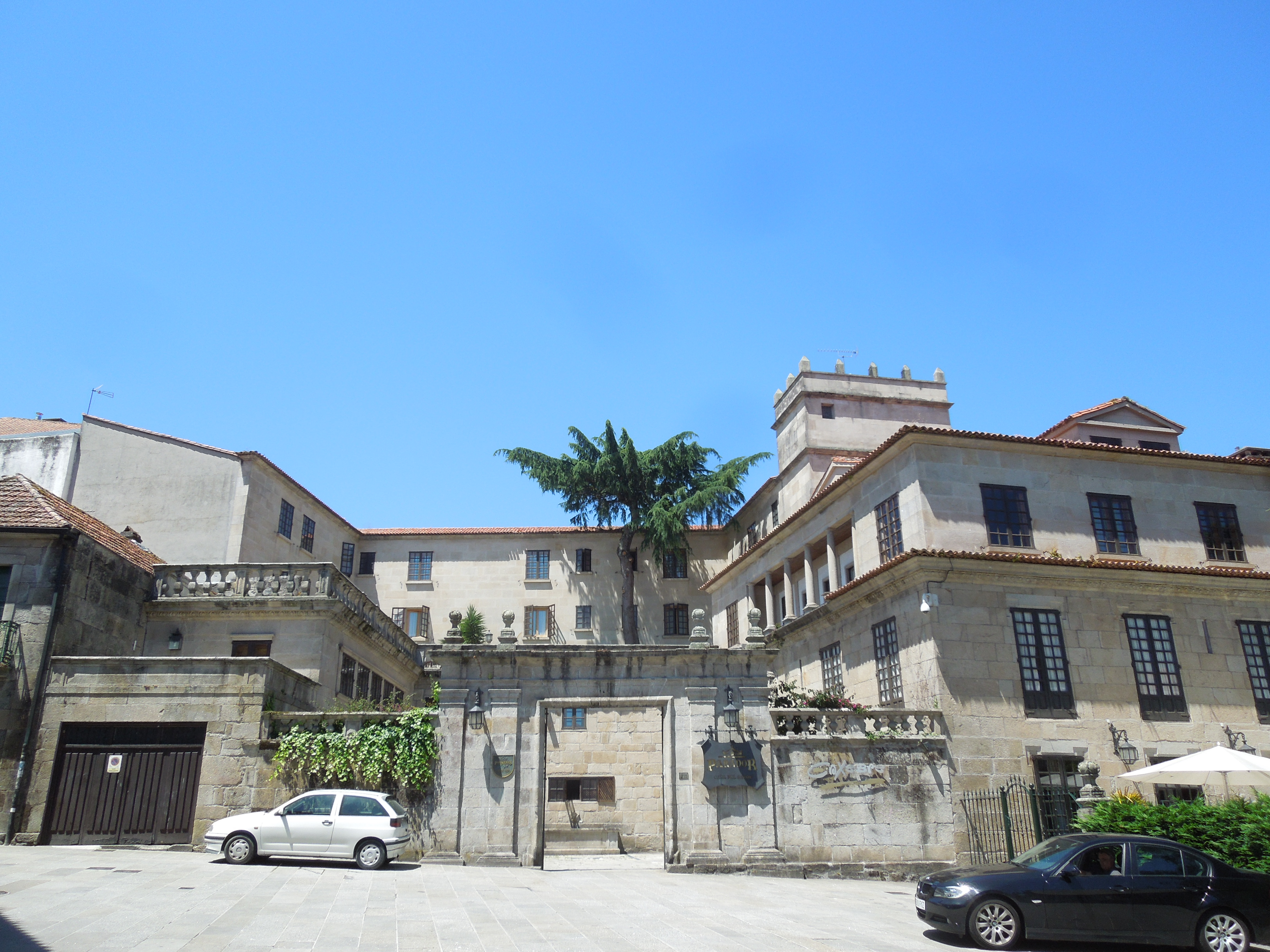
Hotel Parador de Pontevedra; ehemaliger Palast

Das Fest zu Ehren der Pilgerin im August wird unter anderem mit Stierkämpfen in der einzigen Arena Galiciens gefeiert.
Die Stadt ist weiterhin Veranstaltungsort für kulturelle Ereignisse, wie der Internationalen Kunstbiennale. Im Teatro Principal finden neben Theatervorstellungen auch klassische Konzerte statt, die von der Philharmonischen Gesellschaft organisiert werden.
Die Pfarreien feiern ebenfalls ihre Volksfeste. Folgende sind besonders erwähnenswert:
- Am 8. März ist das Caldo-Fest (typisch galicischer Eintopf) in Mourente.
- Am 11. Juli ist der Tag San Bieitiño de Lérez.
- Am 29. und 30. September sowie am 1. Oktober feiert Marcón den Tag des Heiligen Michael.
- Am 11. November ist das Fest zu Ehren San Martiños in Salcedo.
- Am 30. November findet in Xeve und in Lourizán das Fest zu Ehren des Heiligen Andreas statt.

Am 1., 8., 15. und 23. jeden Monats ist Markttag in Pontevedra. Im Oktober finden die Baumesse, die Tourismusmesse und die Expovoda statt. Der Viehmarkt mit Ausstellung und Verkauf von landwirtschaftlichen Maschinen und Produkten wird am 1. und 15. jeden Monats abgehalten.

## Sport
Der Verein Club Cisne de Balonmano spielt in der ersten spanischen Handball-Liga. Dort war auch der SD Teucro 18 Saisonen lang vertreten.

## Söhne und Töchter der Stadt
- Manuel Quiroga Losada (1892–1961), Geiger
- Eduardo Fajardo (1924–2019), Schauspieler
- María Inmaculada Paz-Andrade (1928–2022), Physikerin und Hochschullehrerin
- Jorge Castillo (* 1933), Künstler
- José Méndez (1937–2021), Ruderer und Sportfunktionär
- Francisco Millán Mon (* 1955), Politiker und Diplomat
- Ana María Penas (* 1971), Kanutin
- Marcos Serrano (* 1972), Radrennfahrer
- David García (* 1977), Radrennfahrer
- Óscar Pereiro (* 1977), Radrennfahrer
- Lourdes Domínguez Lino (* 1981), Tennisspielerin
- Diego Castro (* 1982), Fußballspieler
- Celso Míguez (* 1983), Automobilrennfahrer
- Alexandre Chan Blanco (* 1993), amerikanisch-spanischer Handballspieler
- Teresa Abelleira (* 2000), Fußballspielerin
- Carlos Álvarez Domínguez (* 2003), Handballspieler